# マリネラ (舞踊)
マリネラ（西: Marinera）とは、ペルー共和国を代表する伝統舞踊・競技ペアダンス、及びその音楽のことである。
ブラジルのサンバ、アルゼンチンのタンゴと共に、南米3大ダンスの1つに挙げられ
、ペルー共和国の無形文化遺産となっている。
男女ペアのダンスで、男女とも白いハンカチを右手に持ち、6/8拍子のリズムで踊るのが大きな特徴である。
マリネラは主に以下の3種類に大別できる。
- トルヒーヨ市を中心とした、ペルー北部海岸地方のスタイルである「ノルテーニャ」

- 首都であるリマのスタイルである「リメーニャ」

- アンデス山岳地方（プーノ・アヤクーチョ・アレキパ等）のスタイルである「セラーナ」

（※セラーナのみ特定のスタイル名ではなく、アンデス地方における様々なスタイルの総称である）
これらのうち最も盛んなものはペルー北部スタイルのノルテーニャである。
このマリネラ・ノルテーニャは競技ペアダンスとして発展して、発祥の地とされているペルー北部沿岸に位置する都市トルヒーヨでは毎年１月の末に世界大会が行われている。
上記のようにマリネラは地域によって種類があるが、単に「マリネラ」と呼ぶ場合、このマリネラ・ノルテーニャのことを指す場合が一般的である。
マリネラは、ボリビアやチリ、アルゼンチン等で盛んなクエカやアルゼンチンサンバなどの起源となっている。

日本において「マリネラ」という名称は、漫画およびアニメの『パタリロ!』において舞台となる常春の国・マリネラ王国が有名だが、舞踊としてのマリネラの発祥の地とされているトルヒーヨ市もペルー国内で気候が温暖で安定していることから、「常春の街（Ciudad de la eterna primavera）」として有名である。『パタリロ!』の作者である魔夜峰央がペルーのマリネラ、及び常春の街としてのトルヒーヨ市を知っていたのか、これが単なる偶然なのかは長らく不明であった。
しかし2023年5月15日、SNSサービスのX（旧Twitter）にて、このことを疑問に思った『パタリロ!』ファンの質問に対して、魔夜峰央の娘である山田マリエが魔夜本人に確認したところ「全く知らなかったと言っていた」と投稿したことで、これらの一致が全くの偶然であったことが判明した。

## 歴史

### 起源

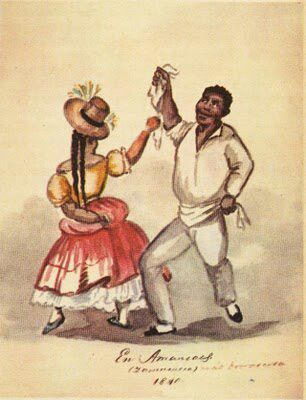
マリネラの原型であるサマクエカを踊る男女

マリネラの起源は18世紀後半にリマの下町で踊られるようになったサマクエカ（Zamacueca）という踊りに遡る。この踊りは雄鶏と雌鶏の求愛の様子を踊ったものであると言われているが、このサマクエカの起源については諸説あり、はっきりしていない。
現在では主な説として、
- ペルー先住民の民俗舞踊起源説

- スペインの社交ダンスが形を変えたものであるとするスペイン起源説

- 労働力として連れてこられたアフリカ人の踊りが起源であるとするアフリカ人起源説

といった説が挙げられている。
ペルーの歴史家ロムロ・ビダル（Rómulo Cúneo Vidal）は、ペルー北部沿岸地域の遺跡でサマクエカを踊っているような人間の土器が出土されている点などから、サマクエカの原型はプレインカ時代を含むインカ時代全体を通して存在していたと主張し、ペルー先住民の土着的な民俗舞踊起源説を支持している。だが、現在踊られているマリネラのリズムや衣装、様式などは明らかにアフリカやスペイン的特徴が認められる。そのため先述の通り、サマクエカの起源は諸説あるが、直接の起源は不明であるにしても、これらペルー先住民文化やアフリカ系黒人文化、スペイン文化がいつの間にか混ざり合い発展し、今日のマリネラにつながっていることは疑いようがない。

### 南米への広がりとマリネラという名称
その後、サマクエカはリマ庶民の間にとどまらず、ペルー全域、果てはアルゼンチンやボリビア、チリまで広まり、南米各地で大流行した。アルゼンチンでは「サンバ」（zamba）、そしてチリにおいては「クエカ（クエッカ）」と呼ばれるようになり、特にチリでは大流行し独自に発展を遂げた。後にこの「クエカ」はチリ風のクエカを意味する「クエカ・チレーナ」もしくは単に「チレーナ」と呼ばれるようになった。この「チレーナ」がペルーに再度伝わりペルーで大流行することになるのである。しかし、19世紀後半にペルー・ボリビア連合とチリは太平洋沿岸の資源地帯（おもに硝石）を巡って対立し、太平洋戦争(1879年-1884年)が勃発してしまう。
チリによる宣戦布告前、すでにペルーの同盟国であったボリビアの港であるアントファガスタを軍事占領していた敵国であるチリの名前がついた「チレーナ」という名は、ペルー発祥の伝統舞踊の名に好ましくないという理由で、エル・トゥナンテ（El Tunante）というペンネームで知られるジャーナリストで作家のアベラルド・ガマラ（Abelardo Gamarra）が、1879年3月8日ペルーのエル・ナシオナル紙（El Nacional）コラム「クロニカ・ロカル（Crónica local）」において、チレーナと呼ばれていた踊りをマリネラ（スペイン語で水兵の意）とすべきだと訴える記事を執筆した。

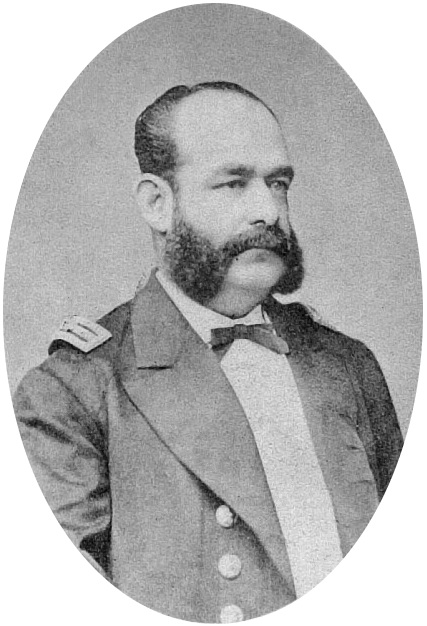
ミゲル・グラウ提督

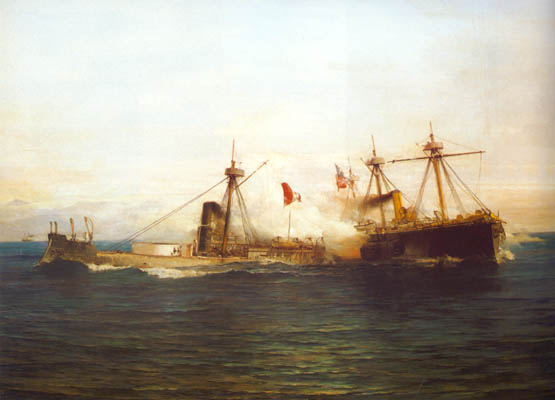
アンガモスの海戦

この記事がきっかけとなり、チレーナという名称を辞めようという機運が高まった。そして、チリとの戦争中の1879年10月8日には、アンガモスの海戦にてペルーの英雄ミゲル・グラウ提督が戦死してしまう。
こうしたことから戦後、この舞踊はグラウ提督や勇敢に戦った水兵たちを称え、ペルーの誇りをもって「マリネラ」と呼ばれるようになったのである。

### 最初のマリネラ

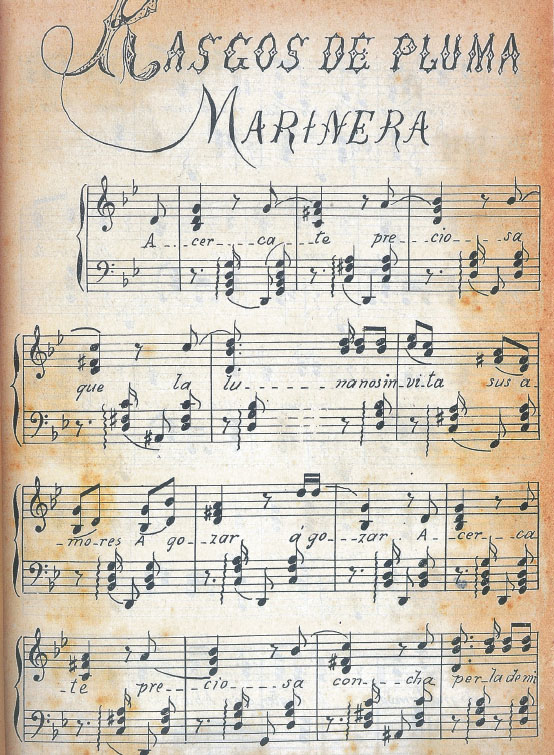
ラ・コンチャ・デ・ペールラ（La Concha de perla）発表時の楽譜

「マリネラ」として発表された最初の楽曲は、上記の1879年3月8日にペルーの新聞エル・ナシオナル紙に掲載された記事「もはやチレーナではない」の最後に掲載された「ラ・アントファガスタ/La Antofagasta」である。アントファガスタとは当時チリが占領下においていたボリビアの港のことである。作詞はエル・トゥナンテ（アベラルド・ガマラ）、作曲はニカノール・ヌニェス・デル・プラド（Nicanor Núñez del Prado）である。
そして、その1週間後の15日には同じエル・ナシオナル紙にホセ・アルバラード（José Alvarado）作詞・作曲の「シルエラス・デ・チレ/Ciruelas de Chile」（シルエラとは西洋スモモのこと）が掲載された。
一方、歌とピアノの伴奏によって構成された最初のマリネラは、1899年エル・トゥナンテ（アベラルド・ガマラ）の作詞、ホセ・アルバラードの作曲で発表された「ラ・コンチャ・デ・ペールラ/La Concha de perla」（真珠貝という意味）である。その楽譜はロサ・メルセデス・アヤルサ（Rosa Mercedes Ayarza）によって書き起こされた。
この「ラ・コンチャ・デ・ペールラ」は後に、タイトルを口語風に省略した「ラ・コンチェペールラ/La Concheperla」という愛称となって広まり、現在ではこの愛称が一般的に用いられる。
この「ラ・コンチャ・デ・ペールラ（ラ・コンチェペールラ）」が今日の様式化されたマリネラに決定的な影響を与えたため、この楽曲が事実上最初のマリネラであると言われている。

### 「マリネラ」としての舞踊およびペルーへの広がり
その後マリネラは一般民衆の踊りとしてだけでなく、上流階級の社交ダンスとしても踊られるようになり、ペルー全土へ広がりを見せていく。
そして、その広がりの中でペルーの多様な地域文化の影響を受け、特に北部沿岸地域、リマを中心とするその周辺地域、アンデス山岳地域において、それぞれ際立った特徴をもったスタイルとなり発展していった。

### ノルテーニャのコンクール化および世界への広がり
ペルーでは各地域でそれぞれのスタイルとしてのマリネラが発展していくが、1960年から始まったコンクール化によって決定的な地位を築いたのが、北部海岸地方様式のマリネラ・ノルテーニャであり、現在ではペルーを代表する国民的舞踊となっている。現在このマリネラ・ノルテーニャは首都リマをはじめペルー国内に留まらず世界各国でコンクールが開催されている。また、今では多くのコンクールにおいて、本来の男女ペアの踊りだけでなく、グループで振付を決めて演技、表現するコレオグラフィー部門もあり、これはマリネラの新たな境地を開拓するものとなっている。
1986年1月30日、マリネラの各地域スタイル全ての舞踊形式および音楽形式が、ペルー国立文化研究所（INC）によってペルーで初めての無形文化遺産と定められた。
また、2011年より日本でもコンクールが開催されるようになり、2020年現在では横浜、名古屋、大阪、京都などで毎年コンクールが開催されている。
ペルー人作家であるフェルナンド・ロメロ（Fernando Romero）は「マリネラは本来ペルー海岸地方の踊りではあるが、もともとの民族にさまざまな民族文化が混ざり合っていることで本物のペルーの踊りになっている。」と評している。つまりマリネラとは、先住民族の豊かな歴史や文化の上に様々な民族及びその文化が融合しているペルーという国そのものを表す、まさにペルーを代表する伝統舞踊なのである。

## マリネラの種類及びその特徴
マリネラは、ペルーの各地域に様々なスタイルが存在するが、大きく以下の3つに大別できる。
- ペルー北部海岸地方トルヒーヨのスタイルである「ノルテーニャ」

- 首都であるリマのスタイルである「リメーニャ」

- アンデス山岳地方（プーノ・アヤクーチョ・アレキパ等）のスタイルである「セラーナ」

※厳密にはセラーナという踊りは無く、山岳地方のそれぞれのスタイルの総称である。
マリネラの全体的な特徴としては基本的に男女ペアで踊り、ペアダンスでは世界的に珍しく女性がリードし、他のペアダンスのように手をつないだり密着したりせず、男女独立して踊るダンスである点が挙げられる。
また、各地域のスタイルによって様々な異なる特徴があるが、唯一変わらないのは白いハンカチを右手に持って踊る点である。

### マリネラ・ノルテーニャ
マリネラ・ノルテーニャとはマリネラのスタイルの中で最も代表的なものであり、ペルー北部海岸地方（ラ・リベルタ県/ピウラ県/ランバイエケ県）を中心に、ペルー全域のみならず世界中で踊られているスタイルである。単に「マリネラ」と呼ぶ場合は、ほぼこのノルテーニャを意味する。
マリネラ発祥の地とされ、「マリネラの首都」と呼ばれているラ・リベルタ州トルヒーヨ市を中心に発展し、同地では毎年1月末にマリネラ・ノルテーニャの世界大会が開催されている。
本来の楽曲としてはギターやカホンの演奏と共に歌う音楽が伝統的だが、この伝統的なギターやカホンの演奏と歌のある音楽を「カンターダ（Cantada）」と呼び、対して歌が無くブラスバンドで演奏される音楽を「バンダ」と呼ぶ。
主にコンクールで使用される楽曲は「バンダ（Banda）」様式であり、カンターダは、コンクールで使用される場合もあるが、主にショーやエキシビション、パーティーなど特別な場面で使用される。
マリネラ・ノルテーニャの大きな特徴としては、
- 女性は必ず裸足で踊らなければいけない

- 男性はソンブレロと呼ばれる伝統的なつばの大きな帽子を使う

- 他のスタイルと比べて動きが大きく躍動的である

- 競技ダンスとして非常に発展しており、世界中でコンクールが開催されている

以上の点が挙げられる。
服装に関しても地域ごとにスタイルがあるが、女性は長いスカートのドレス（短いスカートもある）に大きなイヤリングとネックレスを身に着け、髪は後ろに丸くまとめ、髪飾りと花の飾りを付けるのが一般的であり、男性はスーツにプリーツのあるスタンドカラーのシャツ、そして革靴（裸足も可）を履き、胸にエスカプラリオというカトリックの聖人が描かれた飾りを付け、ソンブレロと呼ばれるつばの広い伝統的なヤシなどの植物で編んだ帽子を被るのが一般的である。（ジャケットの代わりにポンチョを着る場合もある）
男女とも純白の衣装が最も伝統的であると言われている。

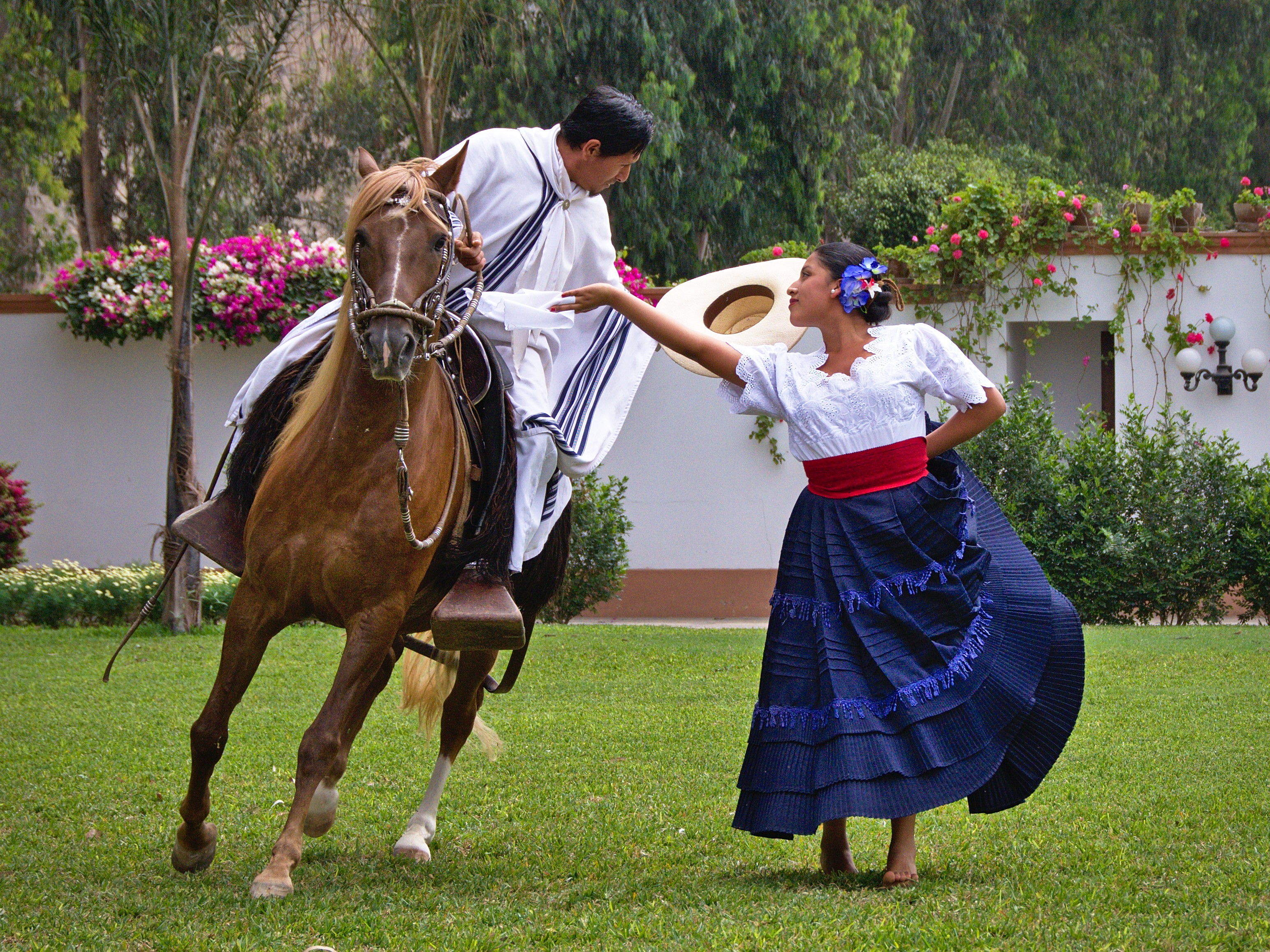
カバージョ・デ・パソ

もともとは女性も主にヒールを履いていたが、かかとの高い靴では踊りに制限が出てしまうため、1968年のコンクールにおいてオルガ・フェルナンデス(Olga Fernández)が裸足で踊ったことがきっかけで女性が裸足で踊るようになったと言われている。これにより、女性もかなりダイナミックな動きができるようになり、以降裸足で踊ることが正式となった。
男性はスタイルによって靴を履く場合と裸足の場合がある。また、男女ともサパテオ（Zapateo）と呼ばれるかなり激しい足の動きが求められる。特に男性は激しいサパテオが要求され、その激しい動きは馬を模しており、実際に馬に乗った男性と、女性が踊るカバージョ・デ・パソ（Caballo de Paso）という踊りもペルーに存在している。
踊りの構成は、初め落ち着いた調子で踊り、フーガ（Fuga）またはトリウンファドーラ（Triunfadora）と呼ばれる曲が盛り上がるタイミングからサパテオを伴った躍動的な踊りとなる。同じ曲が2度流されて1セットである。
マリネラ・ノルテーニャは、60年にわたるコンクールによってペルーの他の踊りには見られないほどに常に進化し洗練され続けている。これほどまでに様式化し洗練されているダンスはラテンアメリカの中でもあまり見受けることができない。

### マリネラ・リメーニャ
マリネラ・リメーニャとはペルーの中央沿岸地域、特に首都であるリマを中心に踊られているスタイルである。動きは緩やかでエレガントなのが特徴である。
服装は男女ともパーティースタイルである。女性はひざ下まであるパーティードレスにヒールを履き、髪は後ろに1つにまとめ、花飾りを付け、男性は一般的なスーツにネクタイを締め、革靴を履くのが一般的である。ノルテーニャと違い必ず歌と演奏（カンターダ/Cantada）を伴って踊る。
構成は第１・第２・第３ハラナ（Jarana）にレスバロサ（resbalosa）またはフーガ（Fuga）となっており、後半につれて曲調が早くなり情熱的に踊られる。
リマ周辺ではノルテーニャ同様、コンクールがよく開催されている。

### マリネラ・セラーナ
マリネラ・セラーナとはペルーのアンデス山岳地方で踊られている様々なマリネラのスタイルの総称である。主に
- プネーニャ（プーノ州）

- アレキペーニャ（アレキパ州）

等がある。他にもクスコ州、アヤクーチョ州、アンカシュ州、カハマルカ州でも地域独自のスタイルが存在する。
各スタイルごとに、それぞれ地域の文化的影響を受けて独自のスタイルとなっている。
競技ダンスというよりも、カーニバルや、ショーなどで踊られることが一般的。

## マリネラ世界大会（ノルテーニャ）
マリネラ・ノルテーニャの世界大会を主催しているのはラ・リベルタ県トルヒーヨ市にある、クルブ・リベルタ（Club Libertad）　http://www.clublibertad.com.pe/
という民間団体で、このクルブ・リベルタから認可をうけた支部のことをフィリアル(FILIAL)と言い、毎年コンクールの開催が義務付けられている。この各フィリアルが主催しているコンクールはセレクティーボ(予選会)と呼ばれており、それは優勝したペアに世界大会のシード権が与えられるためである。このセレクティーボ（予選会）は日本も含む世界各地で行われている。
ペルー国外で開催されるセレクティーボでは、主に過去に世界大会で優勝したチャンピオンが審査員として支部に派遣され、彼らの審査によって各支部のチャンピオンが決定される。
このクルブ・リベルタの支部は世界各地に存在しており、ペルー国外の支部は
アメリカ合衆国（15）・アルゼンチン（2）・イタリア(2) ・カナダ（3）・スイス（1）・スウェーデン（1）・スペイン（3）・チリ（1）・ドイツ（1）・フランス(1) ・メキシコ(1) ・日本（4）に計35支部がある。（2020年2月現在 /（）内はその国の支部数）
これらのセレクティーボに優勝すると毎年1月に開催されるマリネラ世界大会の第１決勝からの出場が認められるシード権を得ることができる。
※以前はすべてのセレクティーボ優勝者は第1決勝からの出場が認められていたが、2018年より競技者の多い北米と欧州において各国で開催されるセレクティーボとは別に大陸予選が開催されるようになり、この大陸予選優勝ペアは世界大会の第2決勝から、2位及び3位ペアは第1決勝からの出場が認められるようになった。）
マリネラ世界大会は、1960年から毎年開催されており、毎年1月にペルー北部ラ・リベルタ州の州都トルヒーヨ市中心部にあるGRAN CHIMU（グラン・チムー）と呼ばれる屋内の競技場で行われる。
※2021年大会は新型コロナウイルス感染症による影響のため、トルヒーヨ市での開催ができず、史上初めて首都のリマ（パチャカマック市）で8月15日～22日にかけて開催された。
使用される曲はコンクール開始1週間前の公式練習にてに発表される（約60曲～80曲程度）。2018年大会は66曲、2019年大会は69曲、2020年は67曲、2021年は62曲であった。
また、大会では1週間を通して全ての曲をブラスバンド形式の楽団が生演奏する。
コンクール本番では競技者が入場後、競技が始まる直前に曲が発表され、曲名がアナウンスされると同時に演奏が開始される。
そのため大会では自分たちがどの曲で踊るのかは直前まで分からないため、あらかじめ振付を決めて踊ることはできず、参加者は演奏される曲に合わせて即興で踊らなければならない。
これは世界各国のフィリアルが開催する予選会でも同様であるが、日本の各フィリアルにおいては使用する曲は基本的に10曲～25曲程度で、発表されるタイミングも1週間以上前に行われるのが普通である。また、楽曲も生演奏ではなくデータ音源をスピーカーで流すのが一般的である。

### 世界大会および各フィリアルの予選会でのカテゴリ規定
マリネラ世界大会およびその予選コンクールであるセレクティーボは年代別に以下のカテゴリーに分けられる。※（）内は2023年世界大会での規定。
- PRE INFANTE/プレ・インファンテ（幼児部門）　～6歳まで　（2017年以降生まれ）

- INFANTE/インファンテ（小児部門）　7歳～9歳まで　（2014～2016年生まれ）

- INFANTIL/インファンティル（児童部門）　10歳～13歳まで　（20010～2013年生まれ）

- JUNIOR/フニオル　14歳～17歳まで（ジュニア/年少部門）　（2006～2009年生まれ）

- JUVENIL/フベニル　18歳～21歳まで（ユース/青年部門）　（2002～2005年生まれ）

- ADULTO/アドゥルト　22歳～34歳まで（アダルト/大人部門）　（1989～2001年生まれ）

- SENIOR/セニオル　35歳～49歳まで（シニア/壮年部門）（1974～1988年生まれ）

- MASTER/マステル　50歳～62歳まで（マスター/中年部門）　（1961～1973年生まれ）

- ORO/オロ　63歳以降（ゴールデン/高齢部門）（1960年以前生まれ）　※2018年大会から新設

また、年代以外に以下のカテゴリーも存在する。
- UNIDAD/ウニダ　　ダウン症など障害者部門

- NOVELES/ノベレス（ビギナー/初心者部門）　今までに世界大会で優勝したことが無く、6年以内にセレクティーボで優勝したことも無い者が出場できる（ただしジュニアの年齢まで）

- COREOGRAFIA/コレオグラフィア　（コレオグラフィー部門/グループ演技部門）　各アカデミーやグループでテーマやストーリーを決めて踊る団体演舞

- CAMPEON DE CAMPEONES/カンペオン・デ・カンペオネス　(チャンピオンのチャンピオン部門)  世界大会優勝経験者のみ参加できる。

必ずしも優勝した時のペアと一緒でなくても良い。このカテゴリで3回優勝すると殿堂入りし、あらゆるコンクールの出場資格がなくなる。（※殿堂入りとなった者は受勲者という意味のスペイン語で女性はLaureada(ラウレアーダ)男性はLaureado(ラウレアード)と呼ばれる。）
2018年大会までは、このカテゴリのみLA CENTENARIA(ラ・センテナリア)という曲だけを使用していたが、2019年大会からは
毎年本部が決定した5曲のうち抽選で選ばれた曲を即興で踊るというようにルールが変更された。

### 世界大会の日程
世界大会は、毎年1月の最終日曜日を最終日とする1週間にわたって開催される。2017年までは月曜から日曜の7日間だったが、2018年以降は参加者の増加に伴い、日曜から日曜の8日間かけて行われている。　（2020年第60回大会は臨時国会議員選挙実施の影響により例外的に2月2日から9日にかけて開催された。また新型コロナウイルスによるパンデミックの影響で、2021年大会は8月15日から22日にかけて史上初めて首都であるリマのパチャカマック市にて開催された。）
2023年の世界大会はトルヒーヨ市長が開催を許可しないという政治的な理由により、例外的にリマ首都圏のカヤオ憲法市で開催された。
2018年以降の世界大会日程
日曜日：地方予選/eliminatoria local　（全カテゴリ）※トルヒーヨ地方の予選的扱い
月曜日：全国予選/eliminatoria nacional（プレインファンテ、インファンティル、フベニル、セニオル、オロ）
火曜日：全国予選/eliminatoria nacional（ノベレス、インファンテ、フニオル、アドゥルト、マステル）
水曜日：準決勝/semifinal（プレインファンテ、インファンティル、フベニル、セニオル、オロ）
木曜日：準決勝/semifinal（ノベレス、インファンテ、フニオル、アドゥルト、マステル、ウニダ）※ウニダ部門は予選と準決勝
金曜日：第一決勝/primera final（全カテゴリ）
土曜日：グループ演舞（コレオグラフィー）/coreografia
日曜日：第2決勝/segunda final、第3決勝/tercera final、最終決勝/final final（全カテゴリ＋カンペオン・デ・カンペオネス）
※初日の地方予選はトルヒーヨ地方在住者でなくても参加可能であり、出場者は地方予選・全国予選のどちらからでも出場可能。
　この地方予選と全国予選の通過者が共に準決勝に進出となる。
2019年大会までは最終日の日曜日のみ国営放送局のTV PERUによって、ペルー全土で大会の様子が生中継されていたが、
2020年大会からはトルヒーヨのテレビ局であるSOL TVによって初日から最終日まで生中継された。
2022年はテレビ局の放送が無くなり、主催団体のClub Libertadによって有料のインターネット動画ライブ配信で視聴することができた。
2023年からはTV PERUによる生中継が復活した。
アドゥルト（大人部門）が最も重要なカテゴリと位置付けられており、一般カテゴリの中では最後に決勝が行われる。アドゥルト部門の決勝後、カンペオン・デ・カンペオネス（チャンピオンのチャンピオン部門）が行われ、これが大トリをつとめて終了となる。（カンペオン・デ・カンペオネス部門は日曜日のみ開催で、予選等なく、1回のみの踊りでの最高得点ペアが優勝となる。）※同点の場合は同点決勝が行われることがある。

## 日本におけるマリネラの広がり
日本では1990年に出入国管理及び難民認定法の改正に伴い、就業活動に制限のない定住者資格が創設され、それが日系3世に対して付与されるようになったことによって、日本へ出稼ぎのため関東や東海地方を中心に在日ペルー人の人口が増加した。
その結果、ほかの中南米諸国出身者たちと同じく、各地にペルー人コミュニティが発生した。
そして、それら各地の在日ペルー人・ペルー人コミュニティのうち、地域の自治体でのお祭りやイベントなどでマリネラやワイノ等のペルー伝統舞踊がたびたび踊られる事はあっても、特に広がりは見られなかった。
日本において本格的にマリネラが広がりを見せたのは2011年以降、つまりマリネラコンクールが開催されるようになってからである。

### 日本で初めてのマリネラコンクール（ノルテーニャ）
日本におけるマリネラコンクールは2011年10月29日愛知県小牧市にて開催されたマリネラコンクール”SACACHISPAS"が最初である。
ただし、この”SACACHISPAS"は世界大会を主催するCLUB LIBERTAD（クルブ・リベルタ）の支部ではないため、世界大会出場者選考会（セレクティーボ）としての機能を持った大会ではなかった。
世界大会出場者選考の選手権大会（セレクティーボ）として日本で初めて開催されたマリネラコンクール・セレクティーボは2012年3月11日東京都港区で開催されたClub Libertad Filial Tokio（クルブ・リベルタ東京支部）主催のものが最初である。

### 日本におけるクルブ・リベルタのフィリアル（支部）
日本で現在（2025年1月）活動しているフィリアルは名古屋・大阪の2支部である。過去には東京・京都・横浜・浜松の4支部もあったが現在(2025年1月)活動はしていない。
また、特定非営利活動法人として日本マリネラ協会（2012年4月登記）が存在しているが、２０２４年８月に運営していたマリネラアカデミーを閉校した。

### その他マリネラのコンクール・イベントを主催している団体
日本で初めてのコンクールを開催した名古屋の”SACACHISPAS（サカチスパス/Asociación Cultural Sacachispas）"や京都の”L.C.K（Lazos Culturales Kyoto/文化のつながり京都）"等が挙げられる。（L.C.Kは2017年クルブ・リベルタのフィリアル京都として認可され、2018年にフィリアルとして第1回のコンクールを開催した。）。

### 日本での主なマリネラダンスアカデミー・スクール
2011年より日本でもコンクールが開催されるようになり、日本各地に以下のようなマリネラのアカデミーや教室が存在している。
*BAILA PERU/バイラペルー・・・東京都（閉校）
日本マリネラ協会が運営するマリネラアカデミー。２０２４年に閉校。
*MARINERA MI ALMA/マリネラ・ミ・アルマ・・・東京都
個人運営のペルーダンスアカデミーで、日本人女性が講師である。主に練馬区で教室を開いている。
マリネラ以外のダンスも教わることができるようである。
MARINERA MI ALMAホームページ
*SOL Y LUNA/ソル・イ・ルナ・・・千葉県
個人運営のアカデミーで、ペルー人夫妻が講師である。主に柏市で教室を開いている。
SOL Y LUNA ホームページ
*TRADICION Y PASION/トラディシオン・イ・パシオン・・・静岡県
個人運営のアカデミーで日系ペルー人男性が講師である。主に浜松市で教室を開いている。
TRADICION Y PASION ホームページ
*BAILA CONMIGO sede JAPON/バイラ・コンミゴ・セデ・ハポン・・・大阪府（休校）
マリネラ世界チャンピオンのGILLERMO SUERO(ギジェルモ・スエロ氏)が主宰する、ペルーの首都リマに本部があるダンススクールBAILA CONMIGO(バイラ・コンミゴ)の日本支部が運営するダンススクールである。・・・2019年11月より講師不在のため休校中。
BAILA CONMIGO ホームページ

## 主な日本人マリネラダンサー

### 菊田ペア（Los Kikuta）
菊田真志と菊田モニカ（旧姓：城間）のペア。ペルーで活動しており、ブログ「白いハンカチに恋して」などでペルーから日本語でマリネラの情報を発信している。日本国内のコンクールで7回の優勝（シングルや別ペアも合わせると2人で計12回）、ペルー国内のコンクールで10回の優勝実績があり、ペルー国内のセレクティーボ（世界大会選考会コンクール）で２度優勝している。
- 菊田真志 - ペルー在住の日本人マリネラダンサー。妻で同じくプロダンサーのモニカとペアを組んで活動している。大阪でマリネラの講師として活動した後、２０１９年に夫婦でペルー北部トルヒーヨに移住し活動している。２０２３年に現地のペルー民族舞踊団に所属し、マリネラダンサーとしてだけでなくマリネラ以外の舞踊も踊るプロのペルー舞踊ダンサーとしても活動している。奈良県出身。

- 菊田モニカ（旧姓：城間） - ペルー在住の日本人マリネラダンサー。高校時代からヒップホップダンスを学んでいた。２０１９年より夫の真志と共にペルーに移住し活動している。２０２３年に現地のペルー民族舞踊団に所属し、マリネラダンサーとしてだけでなく、マリネラ以外の舞踊も踊るプロのペルー舞踊ダンサーとしても活動している。沖縄県出身。父は沖縄県で活動している日系ペルー人歌手のアルベルト城間。